# 어머! 물고기가 됐어요
《어머! 물고기가 됐어요》는 2000년에 개봉한 덴마크 & 독일 & 아일랜드 합작의 애니메이션 영화이다. 영화는 괴짜 과학자 맥크릴이 만든 약을 마시고 불가사리가 되어버린 스텔라를 구하기 위해 똑같은 약을 마시고 날치로 변한 오빠 플라이, 해파리로 변한 사촌 찰스의 이야기로 덴마크에서 2000년 10월 6일에 처음 개봉되었다. 한국에서는 2002년 7월 26일에 한국어로 더빙되어 극장 개봉되었다. 이 영화는 개봉 전인 2002년 7월 5일, 스텔라 역을 맡은 장나라의 제안으로 성균관대학교 600주년 기념관에서 소년소녀 가장, 결식아동, 맹아학교 학생들과 같은 불우 아동을 위한 특별 시사회를 연 바 있다.

## 줄거리
낚시와 스케이드 보드 타기를 좋아하는 쾌활한 소년 플라이. 어느 날 부모님은 외출하시고 플라이와 스텔라 남매를 돌보기 위해 고모가 사촌동생 찰스와 함께 집으로 찾아온다. 집에 있으면서 지루함을 견디지 못하던 플라이는 고모가 잠들었다는 스텔라의 말에 스텔라와 찰스를 데리고 낚시를 하러 바닷가로 나간다. 플라이는 낚시에서 작은 해마를 낚아 올리고 스텔라는 그 해마에게 '사샤'라는 이름을 지어주고 바다로 돌려 보낸다. 세 아이가 집으로 돌아가려는 찰나 밀물이 시작되고, 위기에 빠진 세 아이는 우연히 비밀스러운 곳에 숨겨진 동굴로 들어가게 된다. 그 동굴은 해양 생물학 박사인 '맥크릴'이 새로운 연구를 진행 중인 장소였다. 맥크릴은 현재 지구의 비정상적인 기후 변화로 인해 북극과 남극의 얼음이 녹아서 바닷물이 늘어나 인간이 살 수 있는 땅의 면적이 줄어들 것이므로, 인간이 물 속에서도 자유롭게 살 수 있게 하기 위해서 마시면 물고기로 변하는 '물고기 약'을 개발 중이라고 이야기하며 물고기 약의 제조 방법과 재료를 알려준다. 맥크릴과 플라이, 찰스가 완성된 물고기 약을 탁자에 놓아두고 '물고기 약 해독제'의 제조법을 설명하는 데 정신이 팔려있는 사이 목말라하던 스텔라가 물고기 약을 레몬주스로 오해하고 마셔버리는 사건이 발생한다. 물고기 약을 마신 스텔라는 불가사리로 변하고 만다. 플라이와 찰스는 사라진 스텔라를 찾다가 연구실 바닥에 놓여있는 불가사리를 발견한다. 플라이는 이대로 두면 불가사리가 말라 죽을까봐 바다로 돌려보내주려고 한다. 그 때 찰스는 바닥에 넘어져 있던 플라이의 캠코더에서 스텔라가 약을 먹고 불가사리로 변하는 과정이 찍힌 영상을 발견하고, 플라이를 말리려고 하지만 이미 플라이가 불가사리를 바다에 던진 후였다. 세 사람은 스텔라를 찾기 위해 천둥번개와 비바람이 강하게 몰아치는 바다로 배를 몰고 나가지만, 이미 바닷속에 가라앉은 스텔라를 찾을 수 없었다. 플라이는 여동생을 구하기 위해 물고기 약을 마시고 물고기가 되기로 마음 먹는다. 맥크릴 교수는 48시간(이틀) 안에 해독제를 마시지 않으면 영원히 사람으로 돌아올 수 없다며 플라이를 말려보지만 플라이는 여동생을 구하겠다는 일념으로 약을 마시고 바다로 뛰어들어 날치로 변한다. 한편 맥크릴 교수와 찰스가 타고 있던 배가 폭풍우로 인한 강한 파도에 휩쓸려 뒤집히고 맥크릴 교수와 찰스, 물고기 약과 해독제까지 모두 바다에 빠지고 만다. 수영을 하지 못하는 찰스는 살기 위해 물고기 약을 마시고 해파리가 된다. 바다에 빠진 물고기 약 해독제는 상어와 상어를 따라다니는 동갈방어(Pilot fish)에게 발견되고, 해독제를 먹은 상어와 동갈방어는 인간과 비슷한 얼굴로 변함과 동시에 생각을 하고 말을 할 수 있게 된다. 동갈방어는 그것이 해독제의 힘이라는 것을 눈치채고, 해독제를 이용해 부와 명성을 얻기로 결심한다.
바다에 던져진 불가사리 스텔라는 일전에 놓아주었던 사샤를 만나 즐거운 시간을 보내고, 플라이와 찰스도 다시 만나게 된다. 한편, 플라이와 아이들은 자신들 말고도 말하는 물고기들을 발견한다. 물고기들은 지능이 생겨 더 이상 직접 헤엄쳐 다니지 않고 버스를 이용하는 등 발달된 생활을 하고 있었다. 아이들은 '조'라는 이름의 동갈방어가 '마법의 약'을 사용해 물고기들에게 지능을 부여하고 왕으로 군림하고 있다는 사실을 알게 된다. 아이들은 조를 찾아가 자신들이 원래 인간이었음을 밝히고 약을 돌려달라고 하지만, 조는 오히려 아이들에게서 약의 제조법을 알아내기 위해 아이들을 가두고 제조법을 말하지 않으면 상어에게 잡아먹히게 하겠다고 협박한다. 한편 아이들의 부모님은 플라이와 찰스, 스텔라가 사라진 것을 알게 되고 아이들을 찾으러 바닷가로 나가고, 간신히 연구실로 돌아온 맥크릴 교수를 만나 아이들이 물고기로 변해버렸다는 사실을 듣게 된다.
아이들은 사샤의 도움으로 감옥에서 탈출하는 데 성공하지만, 곧바로 조와 상어에게 들키고 만다. 하지만 플라이의 잔머리 덕분에 아이들은 상어를 피해 무사히 바다로 도망치는 데 성공한다. 화가 난 조는 상어를 처형하려고 하나 상어의 물리적인 힘을 당해낼 수는 없다고 판단, 상어를 총사령관으로 임명하고 아이들을 잡아올 것을 명령한다. 플라이는 물고기가 되기 전 맥크릴 교수에게 들었던 해독약의 제조법을 떠올리고, 친구들과 힘을 모아 재료를 구해 직접 해독제를 만들기 시작한다. 마침내 해독제를 완성한 순간 조와 상어를 비롯한 그의 부하들이 나타나 아이들을 가로막는다. 조는 플라이에게 완성한 약을 준다면 총사령관의 지위를 주겠다고 유혹한다. 이 말을 들은 상어는 분노해 조와 마찰을 일으킨다. 그 틈을 타 아이들은 해독제를 들고 도망치려 하나 조의 부하인 게가 플라이를 붙잡아 큰 상처를 입히고, 게는 플라이가 가진 해독제를 먹어치우고 지능이 업그레이드되어 자신이 왕이 되겠다고 선언한다. 조와 상어, 게는 서로 왕위를 두고 다투는 와중에 플라이의 아빠와 맥크릴 교수가 아이들을 낚아올리기 위해 만든 배에 무더기로 빨려들어가고 조만이 간신히 살아남아 도망친다. 플라이는 게에게 당한 상처 때문에 점점 죽어가고, 찰스는 맥크릴 교수의 연구실과 이어진 파이프를 발견해 그 파이프를 통해 탈출할 계획을 세운다. 아이들은 찰스의 영리함 덕분에 무사히 파이프를 타고 연구실에 도착하지만, 연구실까지 아이들을 쫓아 온 조에게 해독제를 빼앗긴다. 조는 해독제를 가지고 파이프를 타고 바다로 다시 돌아가려 한다. 플라이는 마지막 남은 힘을 짜내어 조를 쫓아가고, 머리를 써서 조가 해독제를 계속 마시도록 유도한다. 해독제를 너무 많이 마신 조는 인간에 가깝게 변해 물 속에서 숨을 쉬지 못하고 익사한다. 48시간이 되기까지 1분 남은 상황에서 찰스와 스텔라는 플라이가 되찾아온 해독제를 마시고 무사히 사람이 되는 데 성공한다. 바닥에 떨어져 있는 날치를 보고 모두가 플라이가 해독제를 미처 먹지 못했다고 생각해 슬퍼하지만, 그 날치는 원래 연구실에 있던 인형이었고 플라이는 무사히 해독제를 마시고 인간이 되어 있었다. 아이들은 가족들과 바닷가에서 즐거운 시간을 보내고, 스텔라를 잊지 못해 찾아온 사샤를 맥크릴 교수와 찰스가 애완용 조랑말로 만들어 스텔라와 함께 있을 수 있도록 해주면서 모두 해피엔딩을 맞이한다.

## 성우진[3][4]
| 배역                   | 덴마크판                | 영어판          | 한국판        |
| ---------------------- | ----------------------- | --------------- | ------------- |
| 플라이                 | 세바스찬 예센 (Svip)    | 제프 페이스     | 이선          |
| 조                     | 니스 뱅크 믹켈슨        | 앨런 릭먼       | 문관일        |
| 스텔라                 | 필 네하                 | 미셸 웨스터슨   | 장나라        |
| 찰스                   | 모르텐 케른 닐슨 (Plum) | 아론 폴 (Chuck) | 강수진        |
| 맥크릴 교수            | 쇠렌 세터 라센          | 테리 존스       | 주호성        |
| 사샤                   | 루이스 프리보           | 루이스 프리보   | 루이스 프리보 |
| 상어                   | 딕 케이소               | 데이비드 베이슨 | 노민          |
| 플라이와 스텔라의 아빠 |                         |                 | 이인성        |
| 플라이와 스텔라의 엄마 |                         |                 | 함수정        |
| 고모(찰스의 엄마)      |                         |                 | 성선녀        |

## 사운드트랙
1. (Title) Help! I'm a Fish (I'm A Little Yellow Fish) - Little Trees
2. Do U Believe In Magic - Loona
3. Funky Sharks (Feat. SKO) - Shaka Johnson
4. Mother Nature (Feat. Little Trees) - Christian Wunde
5. Wobble-di-bubble-di-doo - Cartoons
6. Professor Mac Krill (Interlude) - Terry Jones
7. Fishtastic But True - Terry Jones
8. Close Your Eyes - Patricia Kaas
9. Jelly Fish - Jeff Pace & Alessandro Juliani
10. Suddenly - Solveig
11. Ocean Of Emotion - Meja
12. Intelligence - Alan Rickman
13. Goodbye (Interlude) - Michelle Westerson
14. Barracuda - Zindy featuring Pablo
15. Oceanlove - Anggun
16. People Lovin Me – Lou Bega

한국어 더빙 버전에서는 스텔라 역을 맡은 장나라가 타이틀 곡인 "Help! I'm a Fish (I'm A Little Yellow Fish)"의 번안곡을 OST로 불렀다. 장나라의 2집 음반 《Sweet Dream》의 타이틀곡인 "Sweet Dream"은 위 사운드 트랙의 "Mother Nature"을 리메이크해 부른 것이다.

## 수상 및 수상후보 내역[5]
- 2000년에 로베르트상에서 최고의 영화, 최고의 감독, 최고의 각본, 최고의 사운드, 최고의 작곡, 최고의 특수효과 총 7개 부문에 노미네이트되었다.
- 2001년에 시카고 국제 어린이 영화제(Chicago International Children's Film Festival)에서 어린이 심사위원상을 수상하였다.
- 2002년에 독일 영화상에서 최고의 아동/청소년 영화 부문 금상 후보에 노미네이트되었다.